# China National Petroleum Corporation

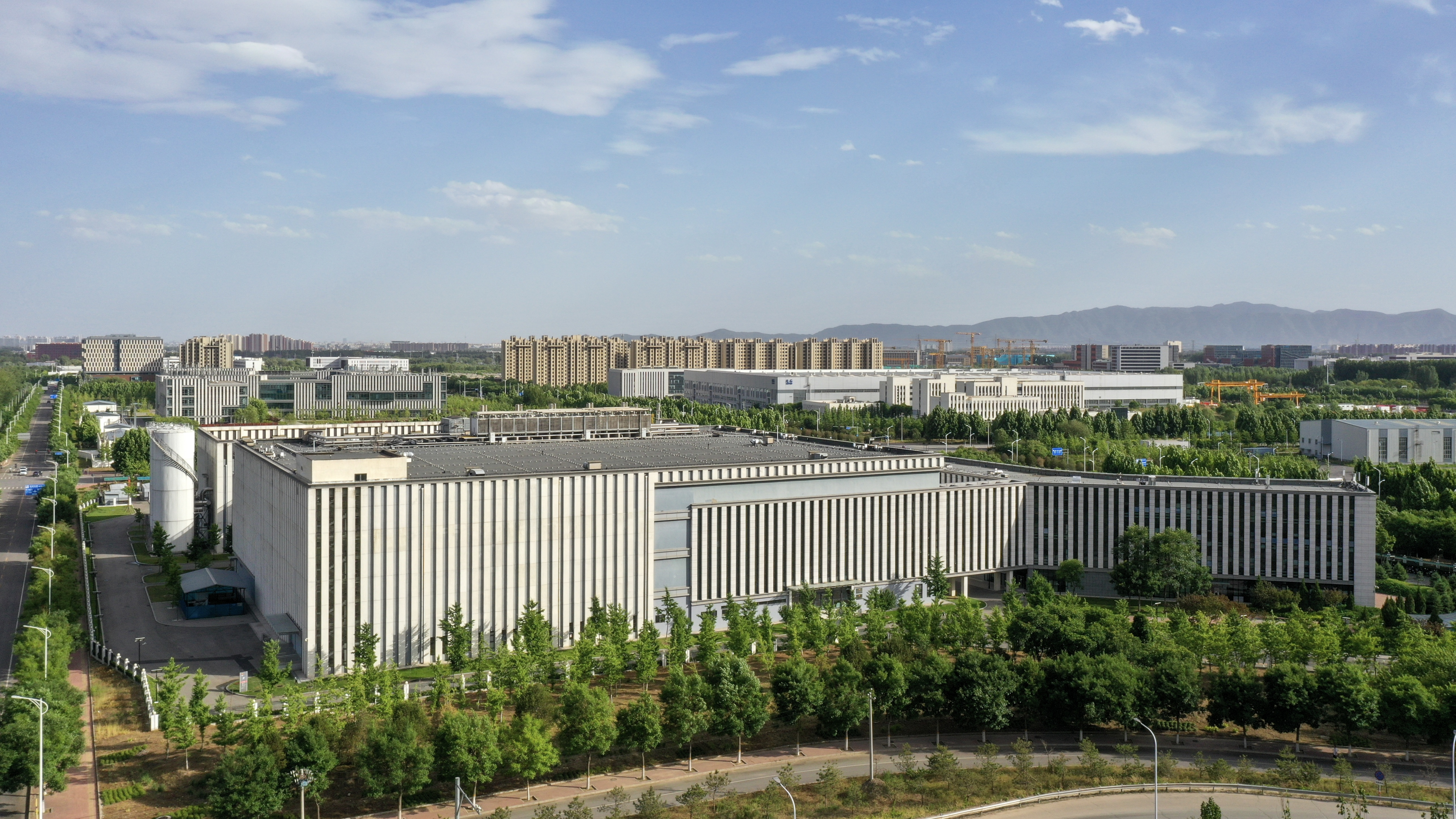
Centrum Danych CNPC

China National Petroleum Corporation (CNPC; chiń. upr. 中国石油天然气集团公司; chiń. trad. 中國石油天然氣集團公司; pinyin Zhōngguó shíyóu tiānránqì jítuán gōngsī) - największe chińskie przedsiębiorstwo, zajmujące się handlem i wydobyciem ropy naftowej i gazu ziemnego. Zostało założone w 1988 roku. Siedziba znajduje się w Pekinie. Właścicielem jest rząd Chin. Jego filią jest PetroChina, który ma największą sieć stacji benzynowych w Chinach. W 2016 roku wartość spółki to 299 miliardów dolarów, co dało jej pozycję 3. największej firmy na świecie na liście Fortune Global 500. Zatrudnia 1 mln 590 tys. osób. Swoją działalność prowadzi w 27 krajach świata, m.in. w Egipcie (zob. wielki ropociąg Nilu). Wydobywa ropę między innymi w Nigerii i Kazachstanie.